# Clément Baïocco
Pour les articles homonymes, voir Baiocco (homonymie).

a Compétitions nationales et continentales officielles uniquement.

Dernière mise à jour le 11 juillet 2015.
Clément Baïocco (né le 3 décembre 1979 à Montpellier, dans l'Hérault) est un ancien joueur de rugby à XV français. Il jouait au poste de pilier.  Clément termine sa carrière au sein de l'équipe de l'US Oyonnax, après avoir évolué à l'Aviron bayonnais, au Racing Métro 92 et à Montpellier HR où il a été formé.

## Biographie

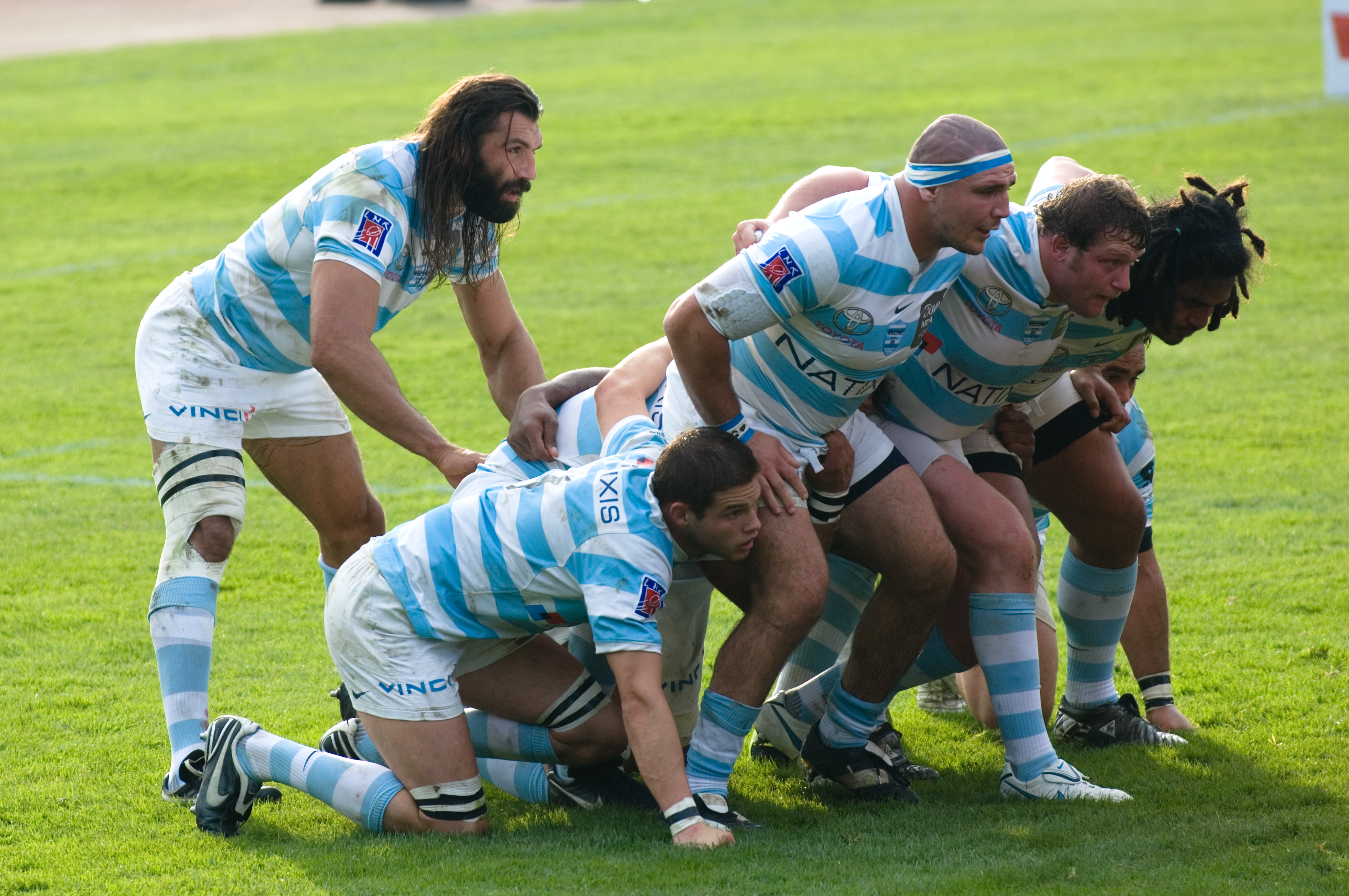
Clément Baïocco en octobre 2009.

En mars 2002, il se blesse au dos (spondylolisthésis), il retourne sur le terrain début de saison 2003-2004, pour les premiers pas de Montpellier en Top 16. Clément participe activement au maintien du club pendant quatre saisons.
En novembre 2007, Clément Baïocco subit une triple blessure au genou droit. Il rechausse les crampons en février 2009.
En 2009, après 9 ans au Montpellier Hérault rugby, il rejoint le Racing Métro 92.
En février 2010, il est appelé par le sélectionneur Marc Lièvremont en équipe de France pour participer au Tournoi des Six Nations, mais ne dispute aucun match. Il est sélectionné en juin 2010 avec « France A » pour la tournée d'été et participe à la Churchill Cup.
En 2010, il s'engage avec le RC Toulon. À la suite d'un désaccord, il casse son pré-contrat signé en faveur du RCT pour s'engager avec l'Aviron bayonnais.
En 2012, il quitte l'Aviron bayonnais pour rejoindre l'US Oyonnax en Pro D2 et contribue à la montée puis au maintien du club en Top 14.
En juin 2015, il met fin à sa carrière sportive.

## Palmarès
- Championnat de France de 2e division :
  - Champion : 2003, 2013.